# عبد العزيز عبد الغني
عبد العزيز عبد الغني (1939 – 2011 م) سياسي يمني ولد في مديرية حيفان محافظة تعز. أعلن عن وفاته يوم الإثنين 22 أغسطس 2011 الموافق 22 رمضان 1432 هـ في أحد مستشفيات العاصمة السعودية الرياض ، متأثراً بجراحه التي أصيب بها في حادثة تفجير جامع النهدين بدار الرئاسة في صنعاء يوم الجمعة 3 يونيو 2011.

## حياته
ولد في 4 يوليو 1939 في مديرية حيفان محافظة تعز لأب يمني وأم يمنية.

## المؤهلات
- بكالوريوس في الاقتصاد من جامعة كلورادو(1962).
- ماجستير في الاقتصاد من جامعة كلورادو(1964).
- دكتوراه فخرية من جامعة كلورادو(1978).

## أعماله
- مدرس في كلية بلقيس ـ عدن 1964 ــ 1967م.
- وزير للصحة من نوفمبر 1967إلى يناير 1968
- مدير البنك اليمني للإنشاء والتعمير 1968م.
- وزير للاقتصاد من سبتمبر 1968 إلى إبريل 1969
- وزير للاقتصاد من إبريل 1971 إلى أغسطس 1971
- رئيس شركة النفط اليمنية 1971م.
- محافظ البنك المركزي اليمني من أغسطس 1971 إلى يناير 1975
- محاضر في الإقتصاد السياسي ــ جامعة صنعاء 1972 ــ 1974م.
- رئيس مجلس الوزراء ـ الجمهورية العربية اليمنية 1975 ــ 1978م[5][6]
- عضو مجلس القيادة 1975 ــ 1978م.
- نائب رئيس الجمهورية العربية اليمنية 1980 ــ 1983م.
- عضو اللجنة العامة للمؤتمر الشعبي العام 1982م.
- رئيس المجلس الأعلى لإعادة إعمار المناطق المتضررة من الزلزال 1983م.
- رئيس مجلس الوزراء ـ الجمهورية العربية اليمنية 1983 ــ 1990م.
- عضو مجلس الرئاسة 1990 إلى 1994
- الأمين العام المساعد للمؤتمر الشعبي العام 1990 ــ 1995م.
- عضو بمجلس مستشاري البنك الدولي 1993 ـ 1997م.
- رئيس مجلس الوزراء الجمهورية اليمنية من 1994 إلى 1997
- رئيس المجلس الاستشاري اليمني من 1997 إلى 2001
- رئيس مجلس الشورى اليمني من 2001 إلى 22 - 8 - 2011 م وفاته [7]

## وفاته
في أثناء الاحتجاجات اليمنية 2011 تعرض الرئيس علي عبد الله صالح في يوليو 2011، لهجوم على جامع النهدين التابع لدار الرئاسة أصيب فيها وعشرات المسؤولين الحكوميين. سافر صالح وعبد العزيز عبد الغني للسعودية لتلقي العلاج في مستشفى بالرياض. وفي 22 أغسطس 2011 توفي عبد العزيز متأثرا بجراحه بعد خروج صالح من المشفى بأسبوع.
| المناصب السياسية                | المناصب السياسية                                | المناصب السياسية         |
| ------------------------------- | ----------------------------------------------- | ------------------------ |
| سبقه عبد اللطيف ضيف الله (مؤقت) | رؤساء وزراء الجمهورية العربية اليمنية 1975–1980 | تبعه عبد الكريم الإرياني |
| سبقه عبد الكريم الإرياني        | رؤساء وزراء الجمهورية العربية اليمنية 1983–1990 | تبعه المنصب ألغي         |
| سبقه محمد سعيد العطار           | رئيس وزراء الجمهورية اليمنية 1994–1997          | تبعه فرج سعيد بن غانم    |